# Goliath Jagdwagen Typ 34
Goliath Jagdwagen Type 34, або LKW 0.25 t gl (4 × 4), — позашляховий автомобіль, побудований Goliath у 1957 році як наступник прототипу Goliath Type 31, розробленого для німецьких збройних сил.

## Опис

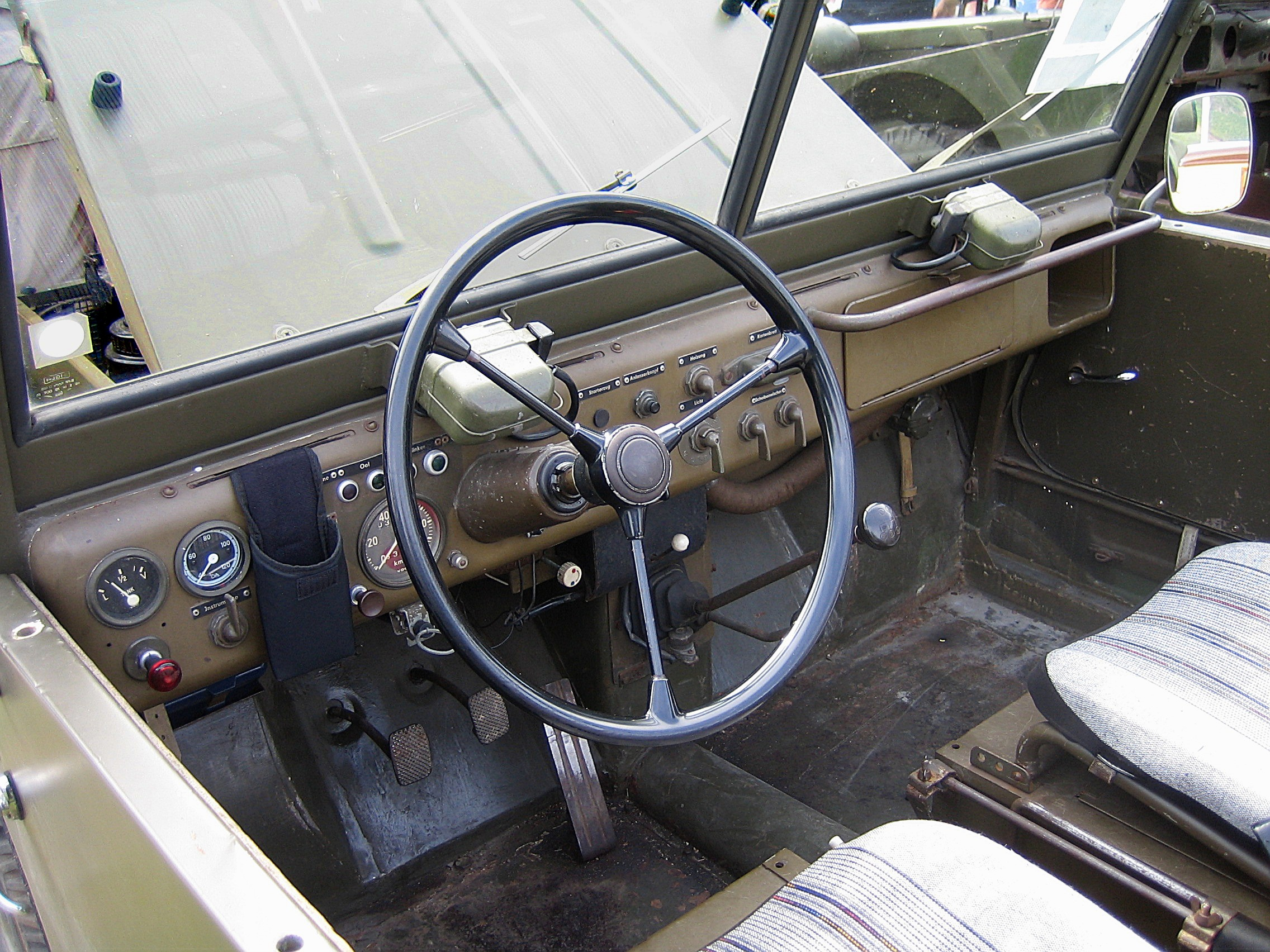

Type 31 не пройшов тендер, оскільки його вважали технічно недосконалим після виявлення численних дефектів під час випробувань. Трансмісія, КПП та особливо двотактний двигун з уприскуванням палива, поширений у Goliath, вважалися схильними до поломок.
Тому Goliath вніс значні покращення до Type 34. Type 34 отримав чотирициліндровий чотиритактний опозитний двигун з водяним охолодженням, виготовлений з алюмінію, що дозволило автомобілю досягти максимальної швидкості майже 100 км/год. Трансмісія мала чотири передачі та проміжний вал. Перемикання передач здійснювалося за допомогою центрально розташованого важеля перемикання передач.
Кузов машини лише незначно відрізнявся від Type 31, але з модифікованим приводом він був на десять сантиметрів довший за свого попередника і тепер мав три ребра замість двох з боків. Корисне навантаження автомобіля становило приблизно 590 кілограмів. Автомобіль мав повний привід з відключаємою задньою віссю.
Значно покращений Type 34 з чотиритактним двигуном був наданий Бундесверу для випробувань у квітні 1958 року у варіанті кузова з колісною базою 2000 мм. Всього через 600 км автомобіль довелося вивести з експлуатації через несправність двигуна; зламалася пружина клапана. Автомобіль з номером шасі 34.0100 01 також потрапив в аварію під час випробувань 10 травня 1958 року і його довелося відремонтувати на заводі виробника. Після цього випробування були припинені.
Загалом 50 позашляховиків Goliath, закуплених для Бундесверу, залишалися у військах до їх списання.
Після технічних змін Type 34 мав би непогані шанси на тендерному конкурсі, але це сталося надто пізно, оскільки Бундесвер вже вирішив придбати DKW Munga у Auto Union GmbH. Загалом Goliath побудував близько 95 мисливських машин, включаючи 30 Type 31 та 65 Type 34.